# Lambada 3000
Lambada 3000 – singel francuskiego zespołu muzycznego Kaoma oraz holenderskiego DJ-a i producenta muzycznego Gregora Salto, wydany 13 kwietnia 2009 roku nakładem wytwórni płytowych N.E.W.S. oraz G-Rex. 
Utwór dotarł do 8. miejsca na flandryjskiej liście Ultratop 50 Singles w Belgii oraz 18. pozycji w zestawieniu MegaCharts w Holandii.

## Listy utworów i formaty singla
| Digital download 1. „Lambada 3000” (Arena Mix) 2. „Lambada 3000” (Olinda Miz) 3. „Lambada 3000” (Rotterdam Mix) 4. „Lambada 3000” (Original Club Mix) 5. „Lambada 3000” (Cubrasil Mix) 6. „Lambada 3000” (Beach Mix) 7. „Lambada 3000” (Radio Mix) 8. „Lambada 3000” (Olinda Radio Mix) 9. „Lambada 3000” (Cubrasil Radio Mix) 10. „Lambada 3000” (Beach Radio Mix) |  | Maxi-Single 1. „Lambada 3000” (Radio Mix) 2. „Lambada 3000” (Radio Mix Olinda) 3. „Lambada 3000” (Original Mix) 4. „Lambada 3000” (Olinda Miz) 5. „Lambada 3000” (Cubrasil Mix) 6. „Lambada 3000” (Arena Mix) 7. „Lambada 3000” (Rotterdam Mix) |